# Palpita kimballi
Palpita kimballi is een vlinder uit de familie van de grasmotten (Crambidae), uit de onderfamilie van de Spilomelinae. De wetenschappelijke naam van deze soort is voor het eerst voorgesteld door Eugene Gordon Munroe in een publicatie uit 1959.
De soort komt voor in de Verenigde Staten (Florida), Cuba en de Dominicaanse Republiek.